# B. J. Cole
Brian John "B. J." Cole (Enfield, Middlesex, 17 de junio de 1946) es un guitarrista inglés que ha permanecido activo desde la década de 1970 principalmente como músico de sesión. Logrando popularidad a comienzos de los años 1970 como miembro de la banda Cochise, Cole ha tocado una gran variedad de estilos desde el pop, el jazz, el rock y la música experimental, sin abandonar sus raíces de música country.

## Discografía

### Como solista
- The New Hovering Dog (1972)
- Transparent Music (1989)
- Heart of the Moment (1995)
- Stop the Panic (2000; con Luke Vibert)
- Trouble in Paradise (2004)
- Transparent Music 2 (2012)
- Apollo (2012; con Icebreaker)

### Con Cochise
- Cochise (1970)
- Swallow Tales (1971)
- So Far (1972)